# برنارد فاريل
برنارد فاريل (بالإنجليزية: Bernard Farrell)‏ هو كاتب مسرحي أيرلندي، ولد في 1941 في Sandycove ‏ في جمهورية أيرلندا.

## وصلات خارجية
- برنارد فاريل على موقع IMDb (الإنجليزية)